# Nemipteridae
Nemipteridae é uma família de peixes da subordem Percoidei, superfamília Percoidea.
Existem cerca de 62 espécies agrupadas em 5 géneros:
- Nemipterus (Swainson, 1839)
- Parascolopsis (Boulenger, 1901)
- Pentapodus (Quoy y Gaimard, 1824)
- Scaevius (Whitley, 1947 )
- Scolopsis (Cuvier, 1814)